# Benoît Pedretti
Benoit Pedretti (Audincourt, 1980. november 12. –) francia válogatott  labdarúgó, edző.
A francia válogatott tagjaként részt vett a 2003-as konföderációs kupán és a 2004-es Európa-bajnokságon.

## Sikerei, díjai
Sochaux
- Francia másodosztály bajnoka (1): 2000–01
- Francia ligakupagyőztes (1): 2003–04

Lyon
- Francia bajnok (1): 2005–06
- Francia szuperkupagyőztes (1): 2005

Franciaország
- Konföderációs kupa győztes (1): 2003